# I. György Frigyes Ágost moszkitó király
I. György Frigyes Ágost  (1757–1824. március) 1801-től uralkodott a Moszkitó Királyság trónján 1824-ben bekövetkező haláláig.
Népe történelmének egyik legismertebb uralkodója a zámbó-miszkitó származása miatt külföldön "hondurasi indiánnak" becézték (főként a spanyol nyelvterületeken). Habár a királyi cím örökletes volt, az angolok mindig is nagy befolyással bírtak a területen, érdekeiket diplomaták és a helyi kereskedők érvényesítették.

## Öröklés és régensség
György Frigyes fiatalon került országának trónjára apja korai halála miatt. George Henderson diplomata beszámolója alapján a helyiek nem cáfolják a halál idegenkezűségét, a tettes nevét István herceggel hozták összefüggésbe. II. György brit-barát politikát folytatott, míg öccse, István (unokaöccse régense) hajlott a spanyolokkal való megegyezésre, akik követelték a korábbi politikai irányzat felhagyását. 1802-ben, Belize-ben a kormányzó Györgynek és három nemesnek 40 fontnyi ajándékot biztosított. Nagybátyja ösztönzésére 1804-ig Jamaicában tanult, még mindig a régenstanács alatt, hatalmát István és egy kormányzó gyakorolta. 1814 és 1839 között egy brit kapitány, Peter Sheppard a király megbízásából különböző fontos szállításokat végzett a két ország között, leggyakrabban látogatókat szállított az ifjú királyhoz, de más, egzotikus luxuscikkel is foglalkozott.

## A régenstanács működése
István többször Spanyolországba látogatott, ahol többször is királyként hivatkoztak rá, ami miatt többször összetűzésbe került helyettesével, Robinson tábornokkal. 1815, november 14-én István, akit eddig a partvidék régensének és a délkeleti kerület urának neveztek, hivatalosan átadta a teljes körű irányítást unokaöccsének és hatalmát elismerte. Györgyöt 1816 január 18-án koronázták meg Belize-ben . Sir George Arthur szerint a koronázás hivatalos dátumát egy angol , állami ünnepséghez kötötték a könnyebb szervezhetőség miatt.  Ezzel a koronázási aktussal a koronázás helyét áthelyezték Jamaicából Belize-be.

## Uralkodása
Györgynek, mivel sokáig időzött Jamaica szigetén, nehezen szerezte vissza az ún. törzsi bíróság feletti hatalmát. Két legerősebb tábornoka többször visszaélt hatalmával és helyi szintű uralmat vezetett be. Robinson tábornok nem is írta alá a király törvényes hatalmát elismerő szerződést. Délen Clemeti tábornok, habár aláírta ezt az okmányt, többször is elutasította a kormány döntéseit. Köszönhetően egy zaklatási botránynak, Earnee tábornok is ellene fordult.
György sok adományban részesített különböző csoportokat, támogatásuk megnyerése céljából. Egyik leghíresebb birtokadománya Gregor MacGregor-nak szólt, aki kezdeményezte más európai kereskedők betelepülését a Poyais régióba, amit még I. György brit király alapított. amikor az európaiak megérkeztek, György visszavonta adományát és kötelezte a kereskedőket a helypénz megfizetésére. Emellett támogatta a garifunák betelepülését, akik nyomorban éltek a spanyol gyarmatokon.
1824 március 9-én halt meg tragikusan. Egyes vélemények szerint felesége megfojtatta és testét a tengerbe dobta, mások szerint Peter Le Shaw kapitány ölte meg.

## Fordítás
Ez a szócikk részben vagy egészben  a   George Frederic Augustus I című angol Wikipédia-szócikk ezen változatának fordításán alapul.  Az eredeti cikk szerkesztőit annak laptörténete sorolja fel. Ez a jelzés csupán a megfogalmazás eredetét és a szerzői jogokat jelzi, nem szolgál a cikkben szereplő információk forrásmegjelöléseként.